# Johann (Görlitz)

Wappen Johanns von Görlitz

Johann von Görlitz (* 22. Juni 1370 in Prag; † 1. März 1396 im Kloster Neuzelle) war 1377–1396 der einzige Herzog von Görlitz.

## Leben
Johann wurde als drittes Kind in der vierten Ehe Karls IV. mit Elisabeth von Pommern geboren und erhielt im Alter von drei Jahren die Titel eines Markgrafen von Mähren und eines Markgrafen von Brandenburg verliehen.
1377 errichtete Karl IV. für Johann, seinen jüngsten lebenden Sohn, dem nur ein bescheidenes Erbe zustand, aus der Landvogtei Görlitz in der Oberlausitz ein Herzogtum. Diesem gehörten auch östliche Gebiete der Niederlausitz und der südliche Teil der Neumark an. Zwischen 1386 und 1388 war Johann auch Verwalter des Herzogtums Luxemburg.
Am 10. Februar 1388 heiratete Johann in Prag Richardis von Mecklenburg († 1400), eine Tochter des mecklenburgischen Herzogs und schwedischen Königs Albrechts III. Einzige Tochter Johanns und Richardis war Elisabeth, Herzogin von Görlitz und Luxemburg (1390–1451), die 1409 in erster Ehe mit Anton von Burgund, Herzog von Brabant (1384–1415) und nach dessen Tod ab 1418 mit Johann III. von Bayern verheiratet war.
Johann erließ während seiner Regentschaft unmittelbar nach den Prager Judenpogromen im Jahre 1389 ein Mandat, das die Vertreibung der Juden aus Görlitz gestattete, und im Gegensatz zum 1383 vom Landvogt Beneš von Dubá für das Land Budissin (Bautzen) erteilten Judenprivileg stand. Sein Kanzler und engster Vertrauter war während der gesamten Regentschaft der Prager Erzbischof Olbram von Škvorec.
Johann stand in den Kämpfen um Einfluss und Besitz der luxemburgischen Lande an der Seite König Wenzels. Nach Wenzels Gefangennahme durch die böhmischen Barone trat Johann 1394 an die Spitze der königlichen Partei und stellte ein Heer auf. Wenzel ließ ihn nach seiner Befreiung jedoch fallen.
Johann starb im Alter von nur 25 Jahren, vermutlich durch Gift, im Kloster Neuzelle. Die Gebiete seines Herzogtums fielen wieder in die alten Grenzen von 1377 zurück.